# Claude Overton
Claudell S. Overton, detto Claude (Temple, 16 dicembre 1927 – Norman, 29 aprile 1996), è stato un cestista, giocatore di baseball e allenatore di pallacanestro statunitense, professionista nella NPBL, nella ABL e nella NBA.

## Carriera
Venne selezionato dai Washington Capitols al quinto giro del Draft NBA 1950 (50ª scelta assoluta).